# Emilio Gentile
Emilio Gentile (Bojano, 1946) es un historiador italiano especializado en el estudio del fascismo.

## Biografía
Nació en 1946 en Bojano y fue alumno de Renzo De Felice, sobre quien escribió un libro. Especializado en el estudio del fascismo entre sus diversas obras se encuentran títulos como l culto del littorio. La sacralizzazione della politica nell'Italia fascista, Le religioni della politica. Fra democrazie e totalitarismi (2001), Renzo De Felice. Lo storico e il personaggio (2003) y Contro Cesare. Cristianesimo e totalitarismo nell'epoca dei fascismi (2010), entre otros.